# Kreuzsteine (Großgoltern)

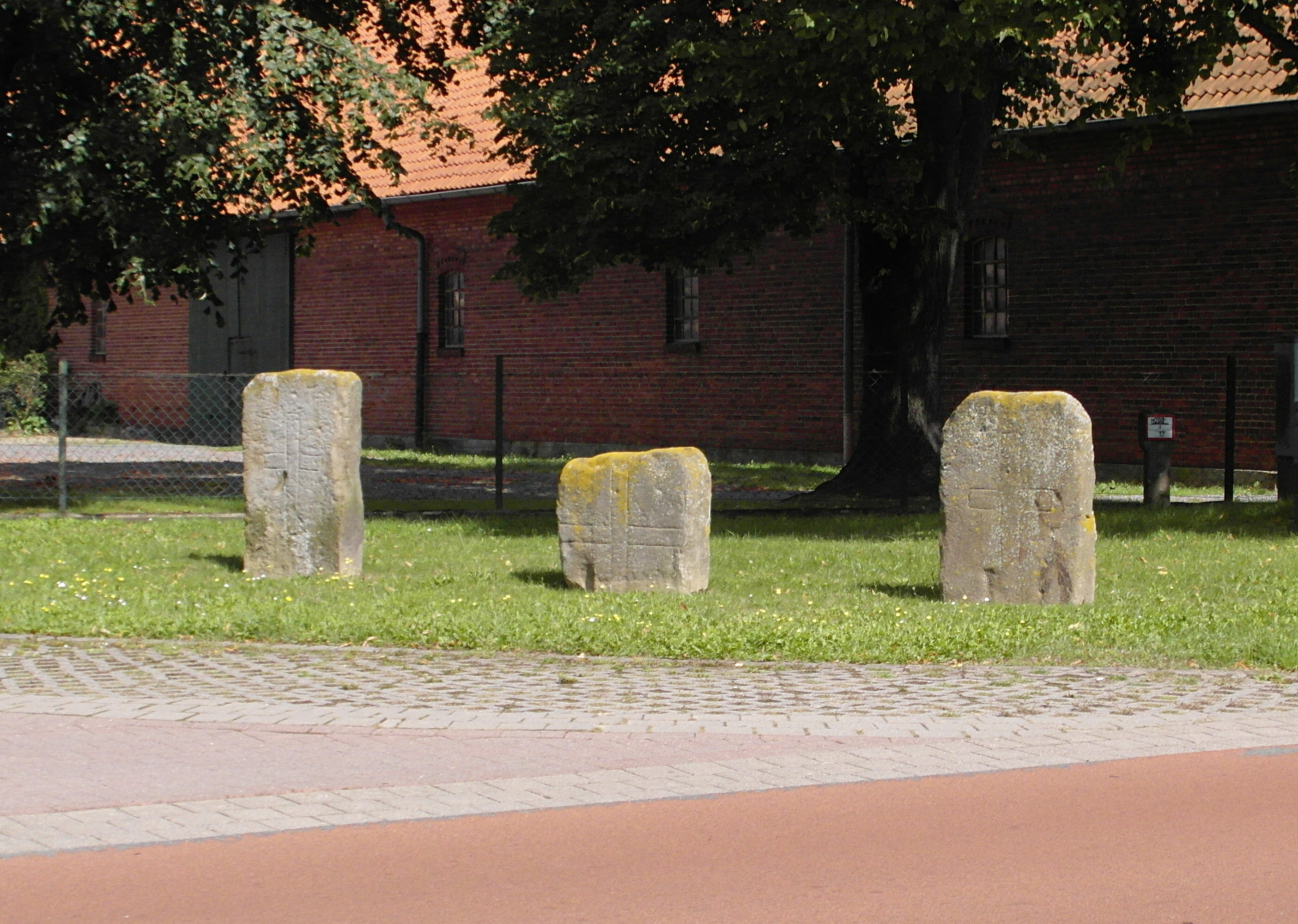
Die Kreuzsteine in Großgoltern 2015

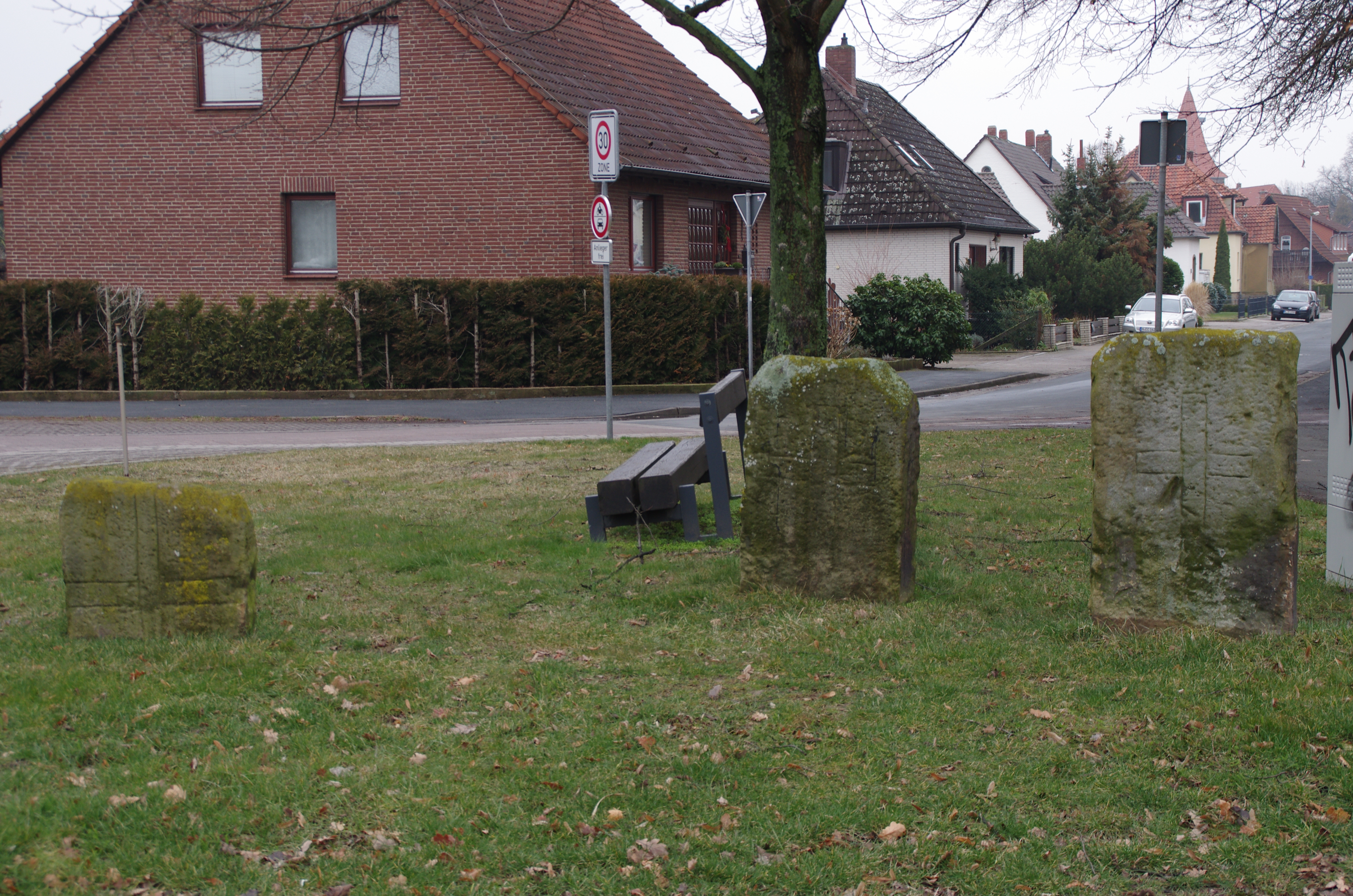
Die Kreuzsteine 2013, vor der Platzumgestaltung

Die Kreuzsteine, früher auch die Drei Steine genannt, sind eine Gruppe von Kreuzsteinen in Großgoltern, einem Stadtteil von Barsinghausen in der Region Hannover in Niedersachsen.
Das Niedersächsische Landesamt für Denkmalpflege bezeichnet die Steine als Kreuzsteinnest Großgoltern.
Im Gebiet des früheren Landkreises Hannover sind nur wenige aus dem Mittelalter stammende Kreuzsteine erhalten.
Diese stehen daher zumeist unter Denkmalschutz.

## Geschichte
In Goltern tagte unter anderem im Jahr 1188 das Untergericht Selessen. Auch 1380 wurden noch Gerichtstage gehalten. 1446 verkauften die Grafen von Wunstorf das Gericht zu Goltern an den Bischof von Hildesheim.
Als Versammlungsort des Gerichts gilt der Platz unter der Tillylinde.
Vom 13. bis zum 16. Jahrhundert wurden häufig zum Gedenken an Menschen, die plötzlich oder gewaltsam zu Todes gekommen waren, Kreuzsteine beim Gerichtsort aufgestellt.
Die drei Kreuzsteine wurden in der ersten Hälfte des 16. Jahrhunderts angefertigt. Der ursprüngliche Standort und der Grund ihrer Aufstellung sind nicht bekannt.
Bis zur im Oktober 1847 genehmigten Verkoppelung der Golterner Mark standen die bereits beieinander stehenden Steine im „Osterfelde“, einer Flur östlich von Goltern, am Weg nach Eckerde im Flurstück „Bei den drei Kreuzen“.
Laut Deutscher Grundkarte lag bereits der Flurname „Bei den drei Kreuzen“ beim derzeitigen Standort der Kreuzsteine.
Angeblich gab es im Osterfeld eine größere Anzahl von Kreuzsteinen, aber nur diese drei blieben erhalten.
Die Kreuzsteine wurden an den Standort am damaligen östlichen Ortsrand von Großgoltern transloziert. Hier trennt sich die auf die Golterner Kirche zu führende Lönsstraße von der Eckerder Straße.

## Beschreibung

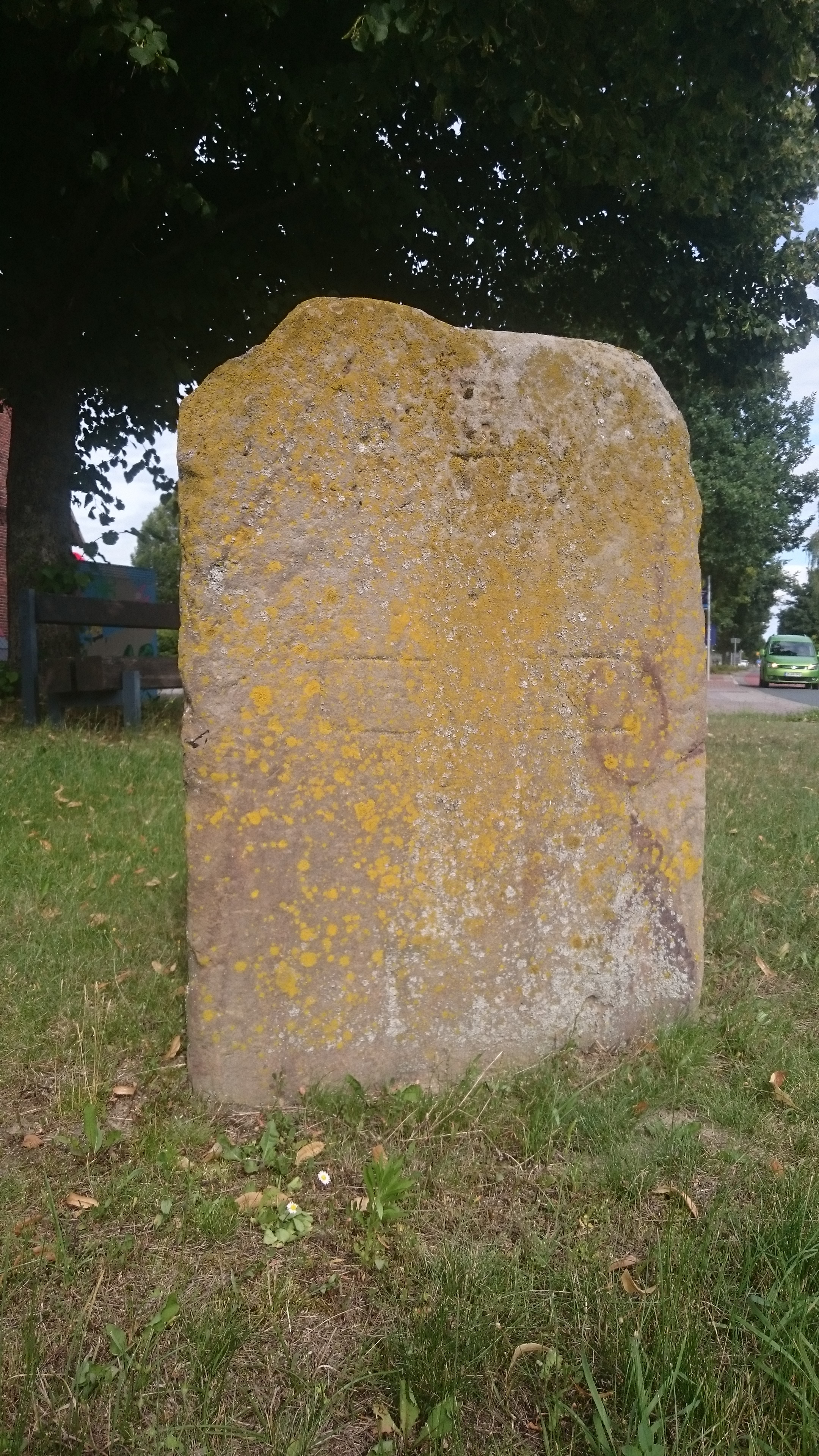
Nördlicher Kreuzstein

Carl Wolff beschrieb die Kreuzsteine als drei einfache mit Kreuzen bezeichnete Steine.
Die Anordnung der Kreuzsteine zueinander wurde wiederholt geändert. Um 1940 standen die Steine laut Fotos nahe der Bordsteinkante einer Straßenecke, der kleinste Kreuzstein in der Mitte. 2013 standen die Steine inmitten der Grünfläche, der Höhe nach von Nordost nach Südwest gereiht.
Seit einer Straßensanierung im Jahr 2014 stehen die Steine in einer Reihe von Nord nach Süd. Der kleinste Kreuzstein steht in der Mitte.

### Nördlicher Stein
Der nördlich stehende Stein ist etwa 120 cm hoch, 72 cm breit und hat eine Stärke 18 cm. Vorder- und Rückseite des Sandsteinquaders zeigen ein eingerilltes längsorientiertes Balkenkreuz. Sein Längsbalken ist durchgehend, der Querbalken unterbrochen.
Die Kreuzbalken sind nach etwa zwei Dritteln der Steinfläche abgeschlossen.

### Mittlerer Stein

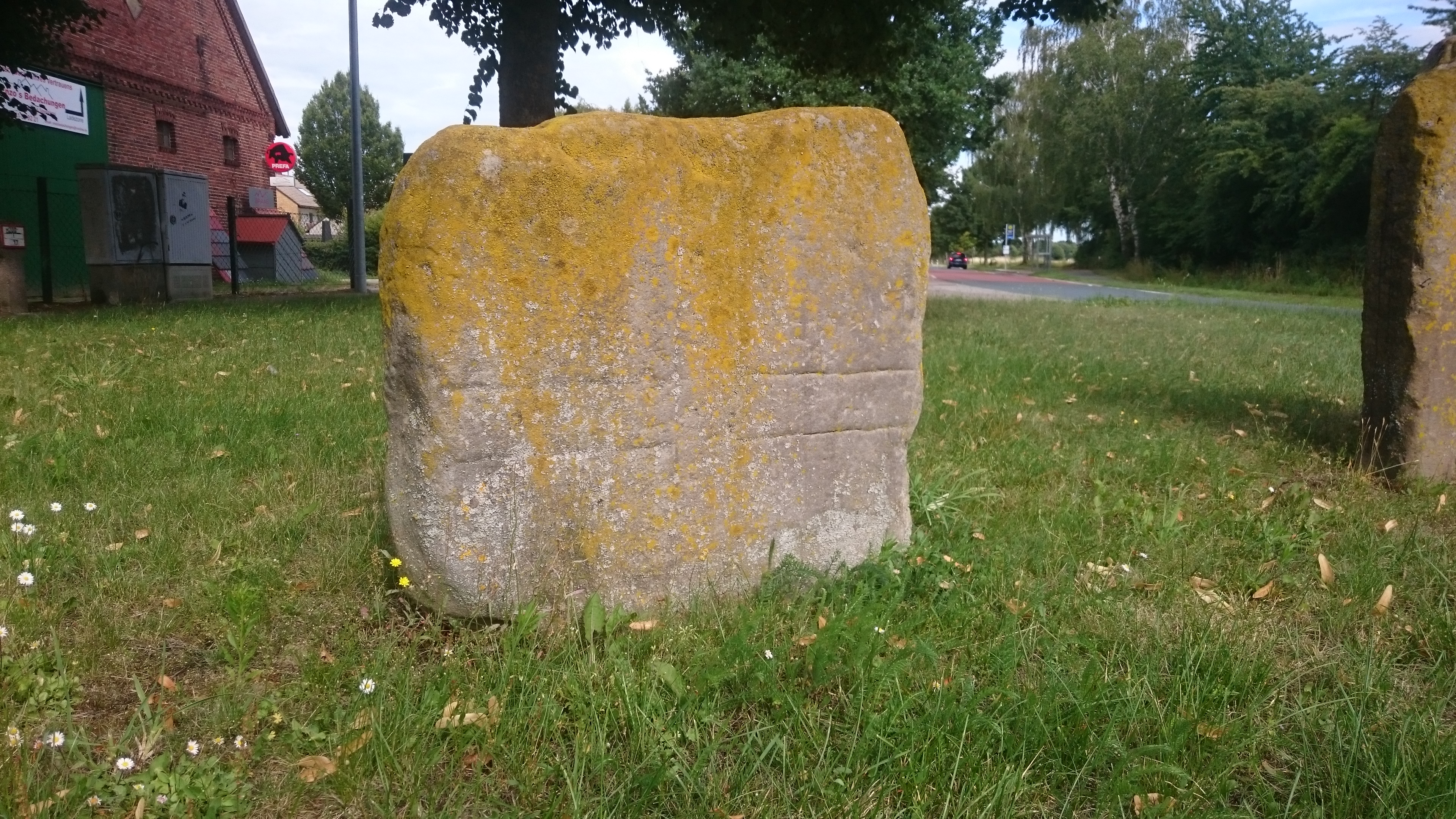
Mittlerer Kreuzstein

Der nördlich stehende Stein ist etwa 98 cm hoch, 84 cm breit und hat eine Stärke 15 cm. Beide Seiten des Sandsteinquaders zeigen ein eingerilltes längsorientiertes Balkenkreuz. Sein Längsbalken ist durchgehend, der Querbalken unterbrochen. Die Balken sind bis zum Rand des Steins durchgezogen. Im unteren, in Boden vergrabenen Bereich ist eine Seite des Steins herausgebrochen.
Die ohnedies geringere Höhe dieses Steins wäre mit einem abgebrochenen unteren Rand erklärbar.

### Südlicher Stein

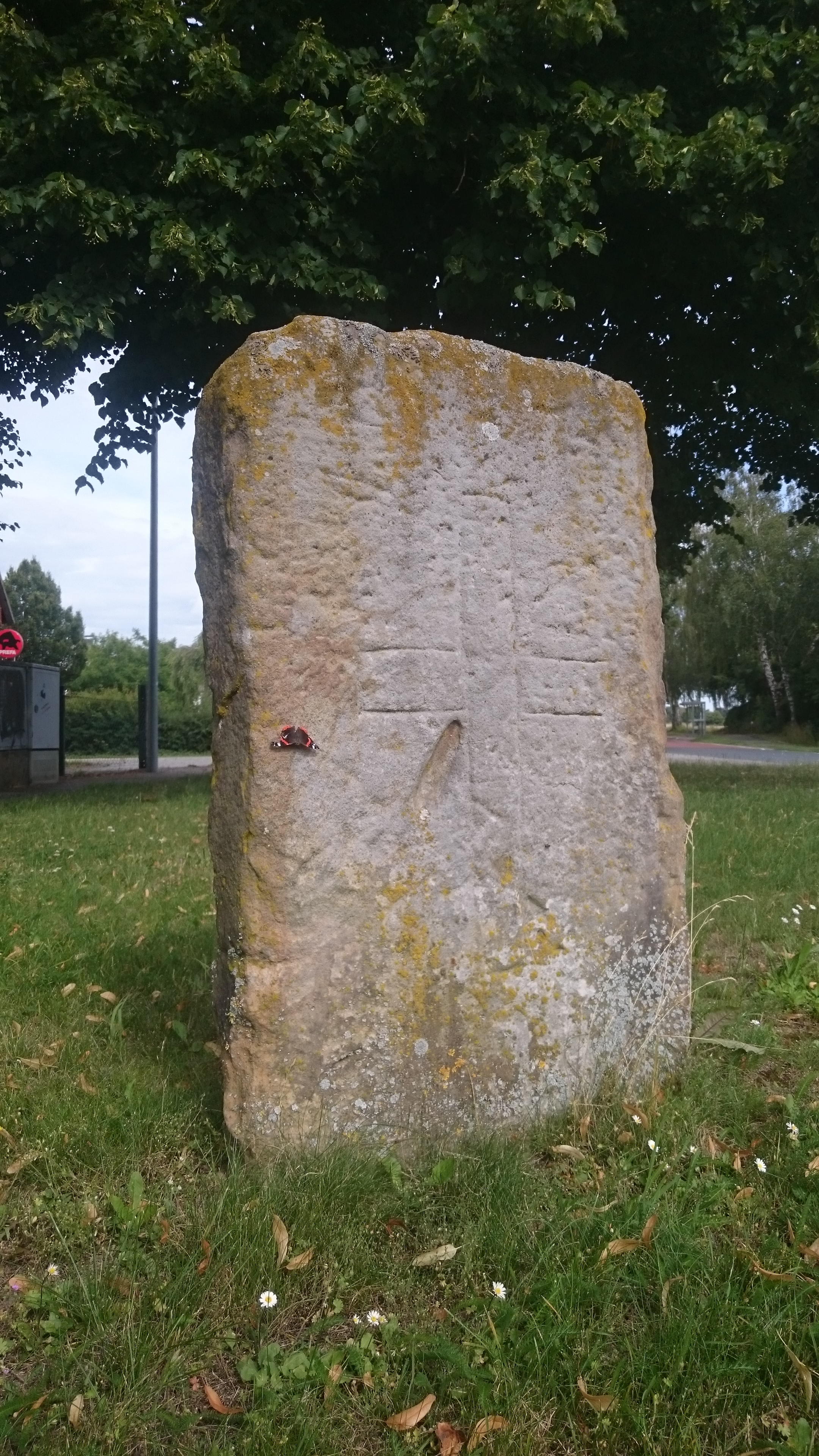
Südlicher Kreuzstein

Der nördlich stehende Stein ist etwa 118 cm hoch, 74 cm breit und hat eine Stärke 19 cm.
Beide Seiten des Sandsteinquaders zeigen ein eingerilltes längsorientiertes Balkenkreuz. Sein Längsbalken ist durchgehend, der Querbalken unterbrochen.
Die Kreuzbalken sind nach etwa drei Vierteln der Steinfläche abgeschlossen.

## Sagen
Zum Zweck der Großgolterner Kreuzsteine gab es mehrere sagenhafte Deutungen:
- Die Steine wären Teil der Abgrenzung eines Gerichtsplatzes gewesen.[9]
- Unter den Steinen seien gefallenen Offiziere begraben worden.
- Die Steine markierten den Ort, wo ein Jude erschlagen worden sei.[9]
- Die Kreuzsteine hätten an ihren früheren Standorten als Wegweiser für Postkutschen gedient.[14]
- Die Schaumburger Nachrichten spekulierten 1989, die Kreuzsteine hätten ursprünglich zwischen Bad Nenndorf und Rodenberg gestanden und der dortigen Kreuzung „Drei Steine“ ihren Namen hinterlassen.[16]

## Denkmalschutz
Die Kreuzsteine sind unter der Bezeichnung „Kreuzsteinnest Großgoltern“ als Einzeldenkmal gemäß § 3 Abs. 2 NDSchG geschützt.
Heute noch vorhandene Kreuzsteine sind häufig ein Zeugnis des mittelalterlichen Rechtsempfinden. Aufgrund der geschichtlichen Bedeutung besteht an der Erhaltung des Kreuzsteinnests ein öffentliches Interesse.